# Ikarus 284T
Ikarus 284T — опытный сочленённый троллейбус, построенный на заводе Ikarus в единственном экземпляре в 1984 году, на базе автобуса Ikarus 284.

## История
В 1984 году на заводе Ikarus был построен опытный троллейбус Ikarus 284T. Он был оснащён электрооборудованием Ganz, а также тиристорно-импульсной начинкой финского производства Стромберг. Новый троллейбус получил ряд конструктивных отличий, присущих моделям Ikarus 280T и СВАРЗ-Икарус. Ikarus 284T, равно как и его автобусный собрат, имеет пониженный уровень пола, что объясняется расположением ДВС в прицепе, тогда как традиционно на все сочленённые машины он устанавливался в тягаче перед средней осью. Из-за особенностей расположения электрооборудования и ДВС троллейбус имел лишь три двустворчатые двери для входа и выхода пассажиров, тогда как его автобусный аналог имел полноценные четыре двери. Такой конструктивный недостаток в будущем будет устранён при разработке троллейбуса на основе сочленённого автобуса Ikarus 435. Ikarus 284T был оснащён двигателем внутреннего сгорания производства Volkswagen, что являет собой дуобус нежели обычный троллейбус.
В ходе испытаний выяснились серьёзные недостатки в плане разгона и торможения. Привод троллейбуса в движение осуществлялся задней осью, а в силу наличия на нём излишней нагрузки, связанного с размещением ДВС, троллейбус часто буксовал. Для того, чтобы тронуться с места и затормозить, водителю необходимо было плавно нажимать на педали, дабы не вызывать пробуксовку задних колёс.
В течение непродолжительного промежутка времени троллейбус испытывался с пассажирами в Будапеште на 80-м маршруте. В 1998 году единственный экземпляр троллейбуса Ikarus 284T был отставлен от работы и списан.